# Шатожирон
Шатожирон (фр. Châteaugiron) — коммуна на северо-западе Франции, находится в регионе Бретань, департамент Иль и Вилен, округ Ренн, центр одноименного кантона. Расположена в 16 км к юго-востоку от Ренна, в 7 км от национальной автомагистрали N157. Через территорию коммуны протекает речка Яень.
Население (2019) — 10 283 человека. 

## История
Около 1030 года сеньор Жирон I де Анскетиль построил замок, дав ему свое имя, также как и поселению вокруг него. Нынешний шато Шатожирон построен в XV веке на месте первого замка. 
В XIX веке Шатожирон, наряду с Жанзе и Нуаяль-сюр-Виленом, становится важным центром производства парусиновых полотен.
В 2016 году территория коммуны существенно расширилась за счет присоединения соседних коммун Осе и Сент-Обен-дю-Павай.

## Достопримечательности
- Шато Шатожирон XV—XVII веков
- Реконструированные античные галлы, в настоящее время — медиатека
- Церковь Святой Мадлен

## Экономика
Структура занятости населения:
- сельское хозяйство — 2,0 %
- промышленность — 12,9 %
- строительство — 8,1 %
- торговля, транспорт и сфера услуг — 41,1 %
- государственные и муниципальные службы — 35,8 %

Уровень безработицы (2018) — 6,3 % (Франция в целом —  13,4 %, департамент Иль и Вилен — 10,4 %). 

Среднегодовой доход на 1 человека, евро (2018) — 25 020 (Франция в целом — 21 730, департамент Иль и Вилен — 22 230).

## Демография
Динамика численности населения, чел.

## Администрация
Пост мэра Шатожирона с 2020 года занимает Ив Рено (Yves Renault). На муниципальных выборах 2020 года возглавляемый им независимый список победил в 1-м туре, получив 60,38 % голосов.
| Период | Период | Фамилия          | Партия                         | Примечания                                                                          |
| ------ | ------ | ---------------- | ------------------------------ | ----------------------------------------------------------------------------------- |
| 1977   | 2001   | Пьер Ле Трею     | Союз за французскую демократию | ветеринар, член Генерального совета департамента, член Регионального совета Бретани |
| 2001   | 2017   | Франсуаза Гатель | Союз демократов и независимых  | дипломат, сенатор                                                                   |
| 2017   | 2020   | Жан-Клод Белин   | Разные правые                  | фермер                                                                              |
| 2020   |        | Ив Рено          | Разные правые                  | предприниматель                                                                     |

## Города-побратимы
- Манорхамилтон, Ирландия
- Пущиково, Польша

## Галерея

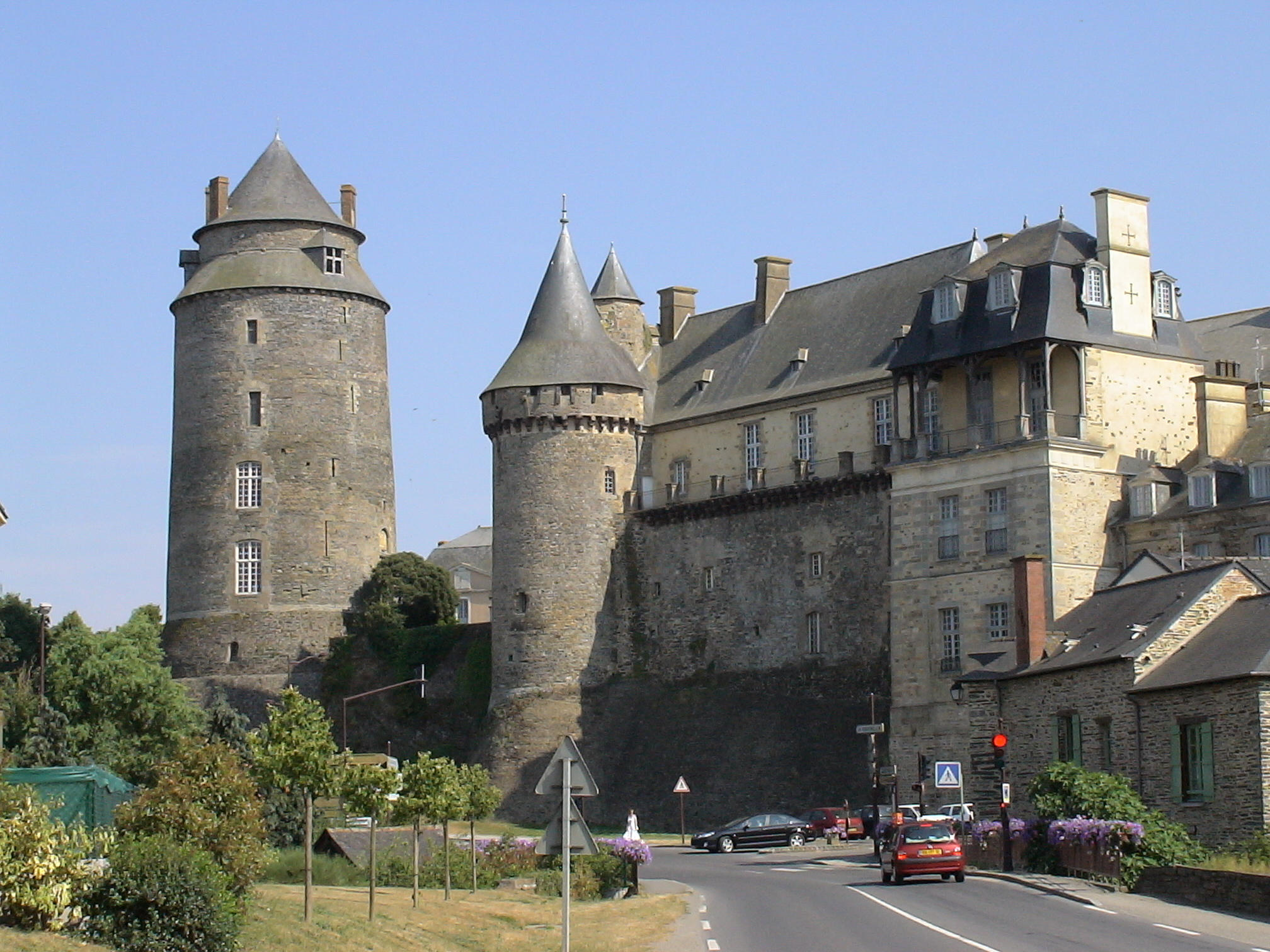
Шато Шатожирон
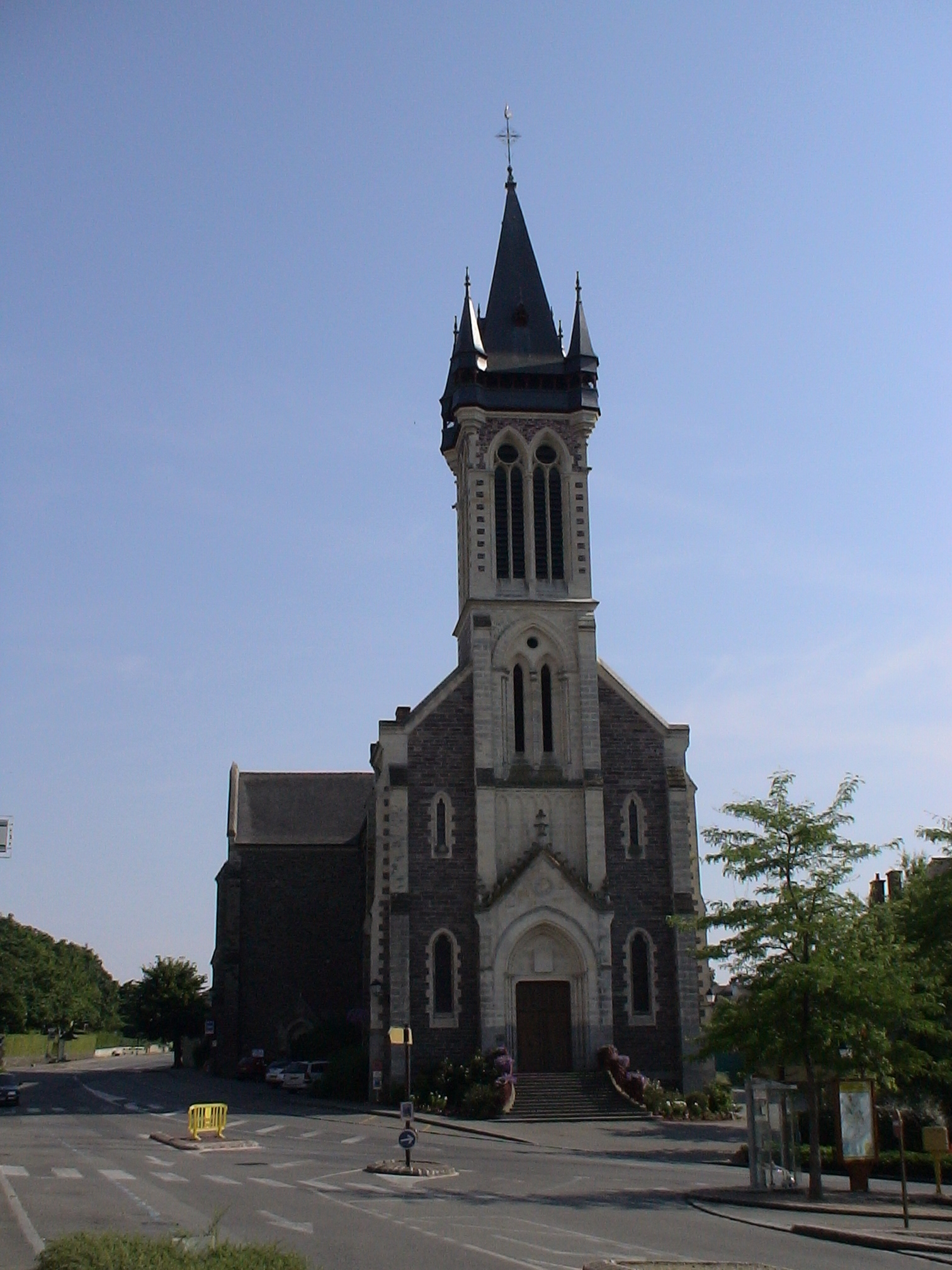
Церковь Святой Мадлен
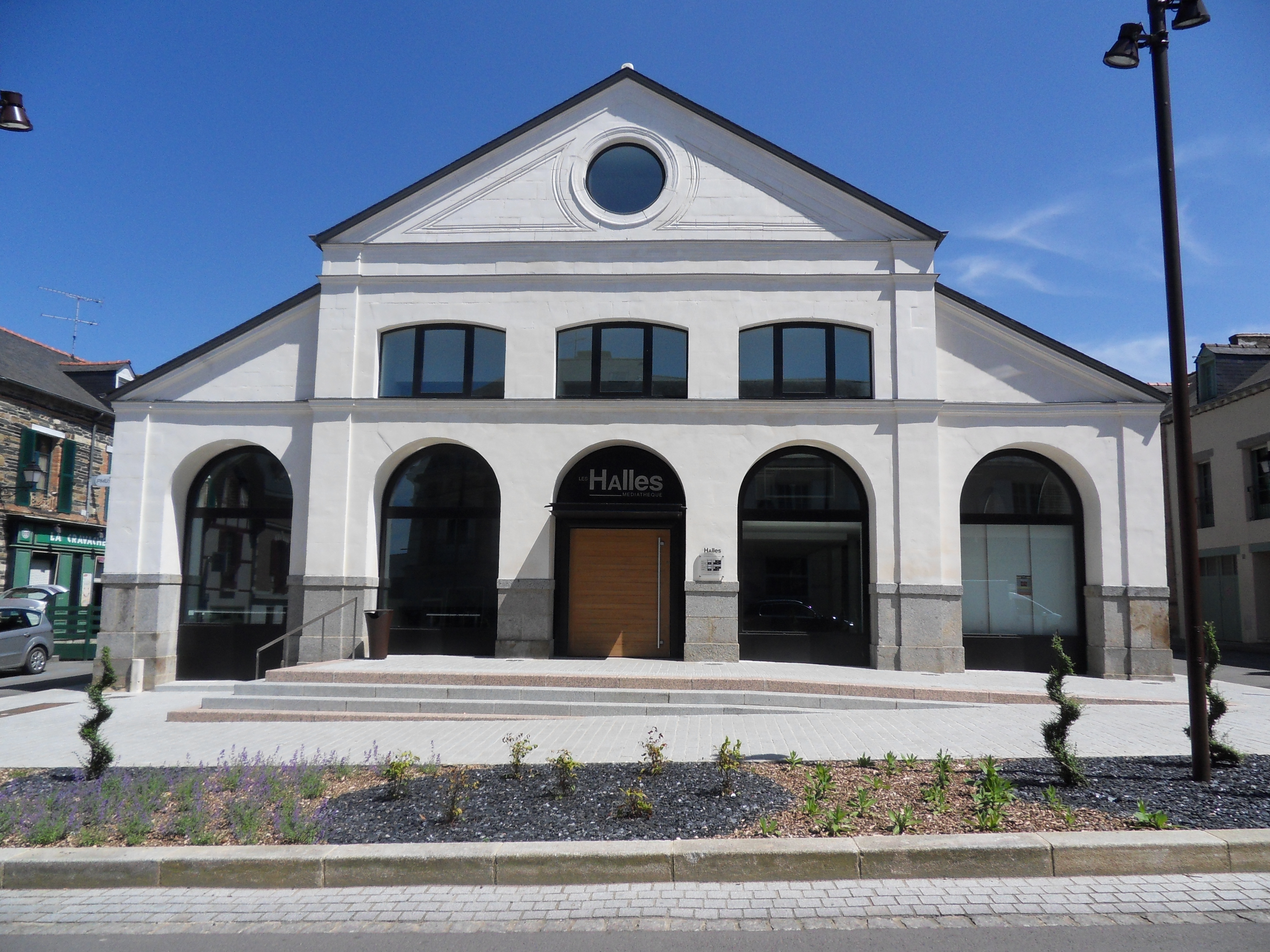
Галлы